# Crepúsculo de Ódios
Crepúsculo de Ódios ou Nas Garras do Destino é um filme brasileiro de 1959, escrito por Carlos Coimbra, Inocêncio Mazzula e José Júlio Spiwak, com direção de Carlos Coimbra. O filme, produzido em Jundiaí, foi censurado em Maio de 1959 e voltou a ser censurado em Fevereiro de 1962, podendo assistir apenas maiores de 10 anos. Com poucos recursos disponíveis, o longa-metragem em preto e branco tem 75 minutos e foi gravado em formato 35mm. Contou com a participação especial da atriz Norma Monteiro.
Foi tido como uma superprodução do cinema nacional de sua época. A primeira exibição do filme aconteceu em 15 de janeiro de 1959 no Cine Ipiranga.

## Sinopse
Nesta aventura rural, Luís supõe ter assassinado o filho de um fazendeiro, tradicional "coronel" do interior, que lhe jura vingança. Um advogado, ao final o verdadeiro criminoso, procura salvar Luís, a esta altura envolvido com duas mulheres, a noiva do próprio advogado e a filha de um adversário do coronel. O confronto com os capangas que perseguem Luís e o advogado soluciona a tensão.

## Elenco
- Aurora Duarte (Laura)
- Luigi Picchi  (Ricardo)
- Carlos Zara (Luís)
- Norma Monteiro (Rosinha)
- Léo Avelar
- José de Carvalho Junior
- Heitor Ranzini
- Reynaldo Bedin
- Sebastião Penteado
- Hugo Malagoni
- Onesio Briganti
- Decio de Melo
- Francisco Xavier